# Manchester City F.C. mùa giải 2022–23
Mùa giải 2022–23 là mùa bóng thứ 128 của Manchester City và là mùa giải thứ 21 liên tiếp thi đấu ở giải đấu cao nhất của bóng đá Anh, giải đấu mà câu lạc bộ tham dự với tư cách là đương kim vô địch. Ngoài Premier League, Manchester City cũng tham dự FA Cup, EFL Cup, Community Shield và UEFA Champions League. Mùa giải có sự thay đổi ở lịch thi đấu các giải đấu quốc nội và châu Âu để phù hợp với Giải vô địch bóng đá thế giới diễn ra vào tháng 11 và tháng 12 năm 2022 ở Qatar.
Manchester City khởi đầu mùa giải bằng trận thua 1–3 trước Liverpool ở Community Shield và bị Southampton loại khỏi EFL Cup ở vòng tứ kết vào tháng 1 năm 2023. Vào ngày 20 tháng 5, City đã giành danh hiệu Premier League thứ 3 liên tiếp sau một cuộc đua vô địch hấp dẫn với đối thủ bám đuổi Arsenal, đội đã dẫn đầu bảng xếp hạng trong phần lớn mùa giải. Vào ngày 3 tháng 6, City đánh bại kình địch Manchester United 2–1 trong trận chung kết Cúp FA để giành danh hiệu thứ hai của mùa giải. Một tuần sau đội đánh bại Inter Milan 1–0 trong trận chung kết Champions League để giành danh hiệu châu Âu đầu tiên sau 43 năm và hoàn tất cú ăn ba. Manchester City kết thúc mùa giải với tư cách là đội bóng xếp hạng số 1 ở châu Âu theo hệ số UEFA.
Một trong những điểm nổi bật ở mùa giải này của City là thành tích ghi bàn của tiền đạo Erling Haaland trong mùa giải đầu tiên thi đấu ở Anh. Anh đã phá vỡ nhiều kỷ lục cấp câu lạc bộ, giải đấu và châu Âu sau khi ghi 52 bàn sau 53 trận đầu tiên tại City.
Đây là mùa giải đầu tiên kể từ mùa 2012–13 không có cựu đội trưởng Fernandinho, người đã rời đi vào cuối mùa giải trước để trở lại Brazil, và là mùa giải đầu tiên kể từ mùa 2014–15 không có sự góp mặt của tiền đạo người Anh Raheem Sterling, người đã chuyển đến Chelsea vào mùa hè năm 2022.

## Áo đấu
Nhà cung cấp: Puma / Nhà tài trợ: Etihad Airways
| Áo sân nhà | Áo sân nhà 2 | Áo sân khách | Áo thứ ba | Áo sân nhà 2023–24 |

## Đội hình
Tính đến ngày 31 tháng 1 năm 2023
| Số       | Cầu thủ              | Quốc gia    | Vị trí                 | Ngày sinh (tuổi)  | Năm gia nhập | Chuyển từ                | Phí chuyển nhượng | Năm hết hạn hợp đồng |
| Thủ môn  | Thủ môn              | Thủ môn     | Thủ môn                | Thủ môn           | Thủ môn      | Thủ môn                  | Thủ môn           | Thủ môn              |
| -------- | -------------------- | ----------- | ---------------------- | ----------------- | ------------ | ------------------------ | ----------------- | -------------------- |
| 18       | Stefan Ortega        | Đức         | GK                     | 6 tháng 11, 1992  | 2022         | Arminia Bielefeld        | Miễn phí          | 2025                 |
| 31       | Ederson              | Brasil      | GK                     | 17 tháng 8, 1993  | 2017         | Benfica                  | £34.9 triệu       | 2026                 |
| 33       | Scott Carson         | Anh         | GK                     | 2 tháng 9, 1985   | 2021         | Derby County             | Miễn phí          | 2023                 |
| Hậu vệ   |                      |             |                        |                   |              |                          |                   |                      |
| 2        | Kyle Walker (VC)     | Anh         | RB / CB                | 28 tháng 5, 1990  | 2017         | Tottenham Hotspur        | £45 triệu         | 2024                 |
| 3        | Rúben Dias (VC)      | Bồ Đào Nha  | CB                     | 14 tháng 5, 1997  | 2020         | Benfica                  | £62 triệu         | 2027                 |
| 5        | John Stones          | Anh         | CB / RB / DM           | 28 tháng 5, 1994  | 2016         | Everton                  | £47.5 triệu       | 2026                 |
| 6        | Nathan Aké           | Hà Lan      | CB / LB                | 18 tháng 2, 1995  | 2020         | Bournemouth              | £40 triệu         | 2025                 |
| 14       | Aymeric Laporte      | Tây Ban Nha | CB / LB                | 27 tháng 5, 1994  | 2018         | Athletic Bilbao          | £57 triệu         | 2025                 |
| 21       | Sergio Gómez         | Tây Ban Nha | LB / AM                | 4 tháng 9, 2000   | 2022         | Anderlecht               | £11 triệu         | 2026                 |
| 25       | Manuel Akanji        | Thụy Sĩ     | CB / RB / LB           | 19 tháng 7, 1995  | 2022         | Borussia Dortmund        | £15 triệu         | 2027                 |
| 82       | Rico Lewis           | Anh         | RB / DM                | 21 tháng 11, 2004 | 2022         | Học viện Manchester City | Cầu thủ học viện  | 2025                 |
| Tiền vệ  |                      |             |                        |                   |              |                          |                   |                      |
| 4        | Kalvin Phillips      | Anh         | DM / CM                | 5 tháng 12, 1995  | 2022         | Leeds United             | £42 triệu         | 2028                 |
| 8        | İlkay Gündoğan (C)   | Đức         | CM / DM                | 14 tháng 10, 1990 | 2016         | Borussia Dortmund        | £20 triệu         | 2023                 |
| 10       | Jack Grealish        | Anh         | LW / AM                | 10 tháng 9, 1995  | 2021         | Aston Villa              | £100 triệu        | 2027                 |
| 16       | Rodri (VC)           | Tây Ban Nha | DM                     | 23 tháng 6, 1996  | 2019         | Atlético Madrid          | £62.8 triệu       | 2027                 |
| 17       | Kevin De Bruyne (VC) | Bỉ          | CM / AM                | 28 tháng 6, 1991  | 2015         | VfL Wolfsburg            | £54.5 triệu       | 2025                 |
| 20       | Bernardo Silva       | Bồ Đào Nha  | CM / AM / RW           | 10 tháng 8, 1994  | 2017         | Monaco                   | £43.5 triệu       | 2025                 |
| 32       | Máximo Perrone       | Argentina   | DM / CM                | 5 tháng 1, 2003   | 2023         | Vélez Sarsfield          | £8.2 triệu        | 2028                 |
| 47       | Phil Foden           | Anh         | AM / CM / LW / RW / FW | 28 tháng 5, 2000  | 2017         | Học viện Manchester City | Cầu thủ học viện  | 2027                 |
| 80       | Cole Palmer          | Anh         | AM / RW / LW           | 6 tháng 5, 2002   | 2020         | Học viện Manchester City | Cầu thủ học viện  | 2026                 |
| Tiền đạo |                      |             |                        |                   |              |                          |                   |                      |
| 9        | Erling Haaland       | Na Uy       | ST                     | 21 tháng 7, 2000  | 2022         | Borussia Dortmund        | £51.2 triệu       | 2027                 |
| 19       | Julián Álvarez       | Argentina   | ST / LW / RW           | 31 tháng 1, 2000  | 2022         | River Plate              | £14.1 triệu       | 2028                 |
| 26       | Riyad Mahrez         | Algérie     | RW                     | 21 tháng 2, 1991  | 2018         | Leicester City           | £60 triệu         | 2025                 |

1. ↑  Carson được cho mượn từ Derby vào mùa 2019–2021, trước khi chính thức gia nhập Man City vào năm 2021.
2. ↑  Cầu thủ của City, Nicolás Otamendi, được bao gồm trong thương vụ này, nâng mức phí chuyển nhượng phải trả lên £50 triệu.
3. ↑  Kỷ lục phí chuyển nhượng cho một cầu thủ Anh.

Chú thích

## Chuyển nhượng

### Gia nhập
| Ngày                | Vị trí  | Số      | Cầu thủ              | Chuyển từ         | Mức phí                | Đội      | Ref.          |
| ------------------- | ------- | ------- | -------------------- | ----------------- | ---------------------- | -------- | ------------- |
| 1 tháng 7 năm 2022  | TĐ      | 9       | Erling Haaland       | Borussia Dortmund | £51,200,000            | Đội một  | [ 21 ]        |
| 1 tháng 7 năm 2022  | TM      | 18      | Stefan Ortega        | Arminia Bielefeld | Chuyển nhượng miễn phí | Đội một  | [ 5 ]         |
| 4 tháng 7 năm 2022  | TV      | 4       | Kalvin Phillips      | Leeds United      | £42,000,000            | Đội một  | [ 14 ]        |
| 1 tháng 8 năm 2022  | TV      | 99      | Terrell Agyemang     | Charlton Athletic | Chuyển nhượng miễn phí | Học viện | [ 26 ]        |
| 16 tháng 8 năm 2022 | HV      | 21      | Sergio Gómez         | Anderlecht        | £11,000,000            | Đội một  | [ 12 ]        |
| 31 tháng 8 năm 2022 | TĐ      |         | Farid Alpha-Ruprecht | Hamburger SV      | Không tiết lộ          | Học viện | [ 27 ] [ 28 ] |
| 1 tháng 9 năm 2022  | HV      | 25      | Manuel Akanji        | Borussia Dortmund | £15,000,000            | Đội một  | [ 13 ]        |
| 23 tháng 1 năm 2023 | TV      | 32      | Máximo Perrone       | Vélez Sarsfield   | £8,200,000             | Đội một  | [ 20 ] [ 29 ] |
| Tổng số             | Tổng số | Tổng số | Tổng số              | Tổng số           | £127,400,000           |          |               |

### Rời đi
| Ngày                | Vị trí  | Số      | Cầu thủ               | Chuyển đến               | Mức phí                | Đội                 | Ref.          |
| ------------------- | ------- | ------- | --------------------- | ------------------------ | ---------------------- | ------------------- | ------------- |
| 17 tháng 6 năm 2022 | TM      | 55      | Gavin Bazunu          | Southampton              | £12,000,000            | Học viện            | [ 30 ]        |
| 1 tháng 7 năm 2022  | TĐ      |         | Thomas Agyepong       |                          | Hết hạn hợp đồng       | Học viện            | [ 31 ]        |
| 1 tháng 7 năm 2022  | TV      |         | Mohammed Aminu        | AEP Kozani               | Hết hạn hợp đồng       | Học viện            | [ 32 ] [ 33 ] |
| 1 tháng 7 năm 2022  | TĐ      | 73      | Jayden Braaf          | Borussia Dortmund        | Hết hạn hợp đồng       | Học viện            | [ 34 ]        |
| 1 tháng 7 năm 2022  | TV      | 25      | Fernandinho           | Athletico Paranaense     | Hết hạn hợp đồng       | Đội một             | [ 35 ] [ 36 ] |
| 1 tháng 7 năm 2022  | HV      | 95      | Kwaku Oduroh          | Derby County             | Hết hạn hợp đồng       | Học viện            | [ 32 ] [ 37 ] |
| 1 tháng 7 năm 2022  | HV      |         | Pedro Porro           | Sporting CP              | £7,200,000             | City Football Group | [ 38 ]        |
| 1 tháng 7 năm 2022  | HV      | 56      | CJ Egan-Riley         | Burnley                  | £350,000               | Học viện            | [ 39 ]        |
| 2 tháng 7 năm 2022  | HV      |         | Ko Itakura            | Borussia Mönchengladbach | £4,300,000             | City Football Group | [ 40 ] [ 41 ] |
| 4 tháng 7 năm 2022  | TĐ      | 9       | Gabriel Jesus         | Arsenal                  | £45,000,000            | Đội một             | [ 42 ]        |
| 4 tháng 7 năm 2022  | TĐ      | 89      | Darko Gyabi           | Leeds United             | £5,000,000             | Học viện            | [ 43 ]        |
| 6 tháng 7 năm 2022  | TV      | 90      | Roméo Lavia           | Southampton              | £10,500,000            | Học viện            | [ 44 ]        |
| 8 tháng 7 năm 2022  | TĐ      |         | Ryōtarō Meshino       | Gamba Osaka              | Không tiết lộ          | City Football Group | [ 45 ]        |
| 13 tháng 7 năm 2022 | LW      | 7       | Raheem Sterling       | Chelsea                  | £47,500,000            | Đội một             | [ 46 ]        |
| 22 tháng 7 năm 2022 | TM      | 49      | Arijanet Muric        | Burnley                  | £2,500,000             | Đội một             | [ 47 ]        |
| 22 tháng 7 năm 2022 | HV      | 11      | Oleksandr Zinchenko   | Arsenal                  | £30,000,000            | Đội một             | [ 48 ]        |
| 26 tháng 7 năm 2022 | TV      |         | Daniel Arzani         | Macarthur                | Không tiết lộ          | City Football Group | [ 49 ]        |
| 31 tháng 7 năm 2022 | TĐ      | 41      | Pablo Moreno          | Marítimo                 | Không tiết lộ          | City Football Group | [ 50 ]        |
| 1 tháng 8 năm 2022  | TV      | 68      | Oscar Tarensi         | Celta C-Gran Peña        | Không tiết lộ          | Học viện            | [ 51 ] [ 52 ] |
| 11 tháng 8 năm 2022 | HV      |         | Testimony Igbinoghene | Wolverhampton Wanderers  | Chuyển nhượng miễn phí | Học viện            | [ 53 ]        |
| 12 tháng 8 năm 2022 | TV      |         | Luca Barrington       | Brighton & Hove Albion   | Không tiết lộ          | Học viện            | [ 54 ]        |
| 31 tháng 8 năm 2022 | TV      |         | Ante Palaversa        | Troyes                   | Không tiết lộ          | City Football Group | [ 55 ]        |
| 1 tháng 9 năm 2022  | TĐ      | 29      | Marlos Moreno         | Troyes                   | Không tiết lộ          | City Football Group | [ 56 ]        |
| 1 tháng 9 năm 2022  | TV      | 81      | Claudio Gomes         | Palermo                  | Không tiết lộ          | Học viện            | [ 57 ]        |
| 1 tháng 9 năm 2022  | TV      | 53      | Samuel Edozie         | Southampton              | £10,000,000            | Học viện            | [ 58 ]        |
| 1 tháng 9 năm 2022  | HV      | 99      | Juan Larios           | Southampton              | £6,000,000             | Học viện            | [ 59 ]        |
| 6 tháng 9 năm 2022  | HV      | 57      | Yeboah Amankwah       | Lommel                   | Không tiết lộ          | Học viện            | [ 60 ]        |
| 14 tháng 1 năm 2023 | HV      |         | Diego Rosa            | Bahia                    | Không tiết lộ          | City Football Group | [ 61 ]        |
| 1 tháng 2 năm 2023  | TĐ      | 54      | Liam Smith            | Swansea City             | Không tiết lộ          | Học viện            | [ 62 ]        |
| 7 tháng 2 năm 2023  | TV      | 66      | Iker Pozo             | Šibenik                  | Không tiết lộ          | Học viện            | [ 63 ]        |
| Tổng số             | Tổng số | Tổng số | Tổng số               | Tổng số                  | £180,350,000           |                     |               |

### Cho mượn
| Ngày                 | Vị trí | Số | Cầu thủ               | Cho mượn đến           | Thời gian cho mượn   | Đội                 | Ref.   |
| -------------------- | ------ | -- | --------------------- | ---------------------- | -------------------- | ------------------- | ------ |
| 15 tháng 6 năm 2022  | TM     | 85 | James Trafford        | Bolton Wanderers       | Kết thúc mùa giải    | Học viện            | [ 64 ] |
| 1 tháng 7 năm 2022   | HV     |    | Kluiverth Aguilar     | Lommel                 | Kết thúc mùa giải    | City Football Group | [ 65 ] |
| 1 tháng 7 năm 2022   | HV     | 12 | Taylor Harwood-Bellis | Burnley                | Kết thúc mùa giải    | Học viện            | [ 66 ] |
| 4 tháng 7 năm 2022   | TV     | 69 | Tommy Doyle           | Sheffield United       | Kết thúc mùa giải    | Học viện            | [ 67 ] |
| 8 tháng 7 năm 2022   | TV     |    | Diego Rosa            | Vizela                 | 14 tháng 1 năm 2023  | City Football Group | [ 68 ] |
| 11 tháng 7 năm 2022  | HV     | 86 | Callum Doyle          | Coventry City          | Kết thúc mùa giải    | Học viện            | [ 69 ] |
| 16 tháng 7 năm 2022  | TV     | 71 | Lewis Fiorini         | Blackpool              | Kết thúc mùa giải    | Học viện            | [ 70 ] |
| 19 tháng 7 năm 2022  | TM     | 13 | Zack Steffen          | Middlesbrough          | Kết thúc mùa giải    | Đội một             | [ 71 ] |
| 22 tháng 7 năm 2022  | TĐ     |    | Darío Sarmiento       | Montevideo City Torque | Kết thúc năm 2022    | City Football Group | [ 72 ] |
| 25 tháng 7 năm 2022  | HV     | 39 | Yan Couto             | Girona                 | Kết thúc mùa giải    | City Football Group | [ 73 ] |
| 29 tháng 7 năm 2022  | TM     | 84 | Cieran Slicker        | Rochdale               | 11 tháng 1 năm 2023  | Học viện            | [ 75 ] |
| 2 tháng 8 năm 2022   | HV     |    | Yangel Herrera        | Girona                 | Kết thúc mùa giải    | City Football Group | [ 76 ] |
| 4 tháng 8 năm 2022   | TV     | 87 | James McAtee          | Sheffield United       | Kết thúc mùa giải    | Học viện            | [ 77 ] |
| 4 tháng 8 năm 2022   | TĐ     |    | Slobodan Tedić        | Barnsley               | Kết thúc mùa giải    | City Football Group | [ 78 ] |
| 5 tháng 8 năm 2022   | TĐ     |    | Nahuel Bustos         | São Paulo              | 27 tháng 12 năm 2022 | City Football Group | [ 79 ] |
| 13 tháng 8 năm 2022  | TĐ     | 37 | Kayky                 | Paços de Ferreira      | 10 tháng 12 năm 2022 | Học viện            | [ 81 ] |
| 13 tháng 8 năm 2022  | HV     |    | Nahuel Ferraresi      | São Paulo              | Kết thúc mùa giải    | City Football Group | [ 82 ] |
| 17 tháng 8 năm 2022  | HV     |    | Issa Kaboré           | Marseille              | Kết thúc mùa giải    | City Football Group | [ 83 ] |
| 18 tháng 8 năm 2022  | TĐ     | 48 | Liam Delap            | Stoke City             | 12 tháng 1 năm 2023  | Học viện            | [ 85 ] |
| 1 tháng 9 năm 2022   | HV     | 79 | Luke Mbete            | Huddersfield Town      | 31 tháng 1 năm 2023  | Học viện            | [ 86 ] |
| 3 tháng 9 năm 2022   | TĐ     |    | Filip Stevanović      | Santa Clara            | Kết thúc mùa giải    | City Football Group | [ 87 ] |
| 27 tháng 12 năm 2022 | TĐ     |    | Nahuel Bustos         | Talleres de Córdoba    | Kết thúc năm 2023    | City Football Group | [ 88 ] |
| 4 tháng 1 năm 2023   | TĐ     | 72 | Morgan Rogers         | Blackpool              | Kết thúc mùa giải    | Học viện            | [ 89 ] |
| 10 tháng 1 năm 2023  | HV     | 97 | Josh Wilson-Esbrand   | Coventry City          | Kết thúc mùa giải    | Đội một             | [ 90 ] |
| 12 tháng 1 năm 2023  | TĐ     | 48 | Liam Delap            | Preston North End      | Kết thúc mùa giải    | Học viện            | [ 84 ] |
| 13 tháng 1 năm 2023  | TĐ     | 37 | Kayky                 | Bahia                  | Kết thúc năm 2023    | Học viện            | [ 91 ] |
| 31 tháng 1 năm 2023  | HV     | 7  | João Cancelo          | Bayern Munich          | Kết thúc mùa giải    | Đội một             | [ 92 ] |
| 31 tháng 1 năm 2023  | HV     | 79 | Luke Mbete            | Bolton Wanderers       | Kết thúc mùa giải    | Học viện            | [ 93 ] |

1. ↑  Bản hợp đồng cho mượn của Rosa bị chấm dứt sớm khi anh bị Manchester City bán.
2. ↑  Bản hợp đồng cho mượn của Slicker bị chấm dứt sớm.
3. ↑  Bản hợp đồng cho mượn của Bustos bị chấm dứt sớm
4. ↑  Bản hợp đồng cho mượn của Kayky đã bị City chấm dứt sớm vào tháng 12 năm 2022 do không được ra sân ở đội một
5. ↑  Nahuel Ferraresi ban đầu được cho mượn đến São Paulo tới ngày 30 tháng 6 năm 2023, với tùy chọn gia hạn đến ngày 31 tháng 12 năm 2023.
6. ↑  Bản hợp đồng cho mượn của Delap bị chấm dứt sớm.
7. ↑  Bản hợp đồng cho mượn của Mbete bị chấm dứt sớm.

### Gia hạn hợp đồng
| Ngày                 | Vị trí | Số | Cầu thủ        | Gia hạn đến | Đội      | Ref.    |
| -------------------- | ------ | -- | -------------- | ----------- | -------- | ------- |
| 14 tháng 6 năm 2022  | TM     | 33 | Scott Carson   | 2023        | Đội một  | [ 94 ]  |
| 24 tháng 6 năm 2022  | HV     | 79 | Luke Mbete     | 2027        | Học viện | [ 95 ]  |
| 8 tháng 7 năm 2022   | TV     | 64 | Rowan McDonald | 2023        | Học viện | [ 96 ]  |
| 8 tháng 7 năm 2022   | TM     | 85 | James Trafford | 2027        | Học viện | [ 96 ]  |
| 12 tháng 7 năm 2022  | TV     | 16 | Rodri          | 2027        | Đội một  | [ 97 ]  |
| 15 tháng 7 năm 2022  | TĐ     | 26 | Riyad Mahrez   | 2025        | Đội một  | [ 98 ]  |
| 14 tháng 10 năm 2022 | TV     | 47 | Phil Foden     | 2027        | Đội một  | [ 99 ]  |
| 25 tháng 1 năm 2023  | HV     | 86 | Callum Doyle   | 2027        | Học viện | [ 100 ] |
| 16 tháng 3 năm 2023  | TĐ     | 19 | Julián Álvarez | 2028        | Đội một  | [ 101 ] |

## Giao hữu trước mùa giải
Vào ngày 25 tháng 4, City thông báo câu lạc bộ sẽ đến Hoa Kỳ để tham dự hai trận giao hữu nhằm chuẩn bị cho mùa giải mới, bắt đầu bằng trận đấu với Club América vào ngày 20 tháng 7. Trận đấu thứ hai với Bayern Munich vào ngày 23 tháng 7 được công bố vài ngày sau đó. City thông báo câu lạc bộ sẽ đá một trận giao hữu với câu lạc bộ Girona vào ngày 17 tháng 12 tại Sân vận động Academy để khởi động cho việc nối lại mùa giải sau World Cup.
| 20 tháng 7 năm 2022 Giao hữu | Manchester City                      | 2–1      | América                                          | Houston, Hoa Kỳ                                                                              |  |
| 19:30 CDT                    | - De Bruyne 30', 45+1' - Cancelo 41' | Chi tiết | - Lara 18' - Martín 43' - Valdez 59' - Layún 61' | Sân vận động: Sân vận động NRG Lượng khán giả: 61,223 Trọng tài: Armando Villarreal (Hoa Kỳ) |  |

| 23 tháng 7 năm 2022 Giao hữu | Bayern Munich                              | 0–1      | Manchester City                            | Green Bay, Hoa Kỳ                                                                       |  |
| 18:15 CDT | - Kimmich 36' - Pavard 56' - Hernandez 68' | Chi tiết | - Haaland 12' - Cancelo 64' - Phillips 66' | Sân vận động: Lambeau Field Lượng khán giả: 78,128 Trọng tài: Matthew Thompson (Hoa Kỳ) |  |
| Ghi chú: Trận đấu bị hoãn 15 phút do có sét. Thời lượng của trận đấu được rút ngắn xuống còn 80 phút sau khi một tia sét thứ hai làm hiệp 1 bị hoãn. |                                            |          |                                            |                                                                                         |  |

| 24 tháng 8 năm 2022 Giao hữu ALS Charity | Barcelona                                  | 3–3      | Manchester City                                        | Barcelona, Spain                                                                                   |  |
| 21:30 CEST                               | - Aubameyang 29' - De Jong 66' - Depay 79' | Chi tiết | - Álvarez 21' - Palmer 70', 74' - Mahrez 90+9' (ph.đ.) | Sân vận động: Camp Nou Lượng khán giả: 91,062 Trọng tài: José María Sánchez Martínez (Tây Ban Nha) |  |

| 17 tháng 12 năm 2022 Giao hữu | Manchester City              | 2–0      | Girona | Manchester, Anh                                                  |  |
| 13:00 GMT                     | - De Bruyne 5' - Haaland 18' | Chi tiết |        | Sân vận động: Sân vận động Academy Trọng tài: Craig Pawson (Anh) |  |

## Giải đấu

### Thống kê tổng thể
| Giải đấu            | Trận đấu đầu tiên   | Trận đấu cuối cùng  | Vòng đấu mở màn | Vị trí chung cuộc | Thành tích | Thành tích | Thành tích | Thành tích | Thành tích | Thành tích | Thành tích | Thành tích |
| Giải đấu            | Trận đấu đầu tiên   | Trận đấu cuối cùng  | Vòng đấu mở màn | Vị trí chung cuộc | ST         | T          | H          | B          | BT         | BB         | HS         | % thắng    |
| ------------------- | ------------------- | ------------------- | --------------- | ----------------- | ---------- | ---------- | ---------- | ---------- | ---------- | ---------- | ---------- | ---------- |
| Premier League      | 7 tháng 8 năm 2022  | 28 tháng 5 năm 2023 | Ngày 1          |                   | 35         | 27         | 4          | 4          | 92         | 31         | +61        | 077,14     |
| FA Cup              | 8 tháng 1 năm 2023  | 3 tháng 6 năm 2023  | Vòng 3          |                   | 5          | 5          | 0          | 0          | 17         | 0          | +17        | 100,00     |
| EFL Cup             | 9 tháng 11 năm 2022 | 11 tháng 1 năm 2023 | Vòng 3          | Tứ kết            | 3          | 2          | 0          | 1          | 5          | 4          | +1         | 066,67     |
| FA Community Shield | 30 tháng 7 năm 2022 | 30 tháng 7 năm 2022 | Chung kết       | Á quân            | 1          | 0          | 0          | 1          | 1          | 3          | −2         | 000,00     |
| Tổng cộng           | Tổng cộng           | Tổng cộng           | Tổng cộng       | Tổng cộng         | 44         | 34         | 4          | 6          | 115        | 38         | +77        | 077,27     |

Cập nhật lần cuối: 17 tháng 5 năm 2023
Nguồn: Soccerway

### Premier League

#### Bảng xếp hạng
| VT | Đội               | ST | T  | H  | B | BT | BB | HS  | Đ  | Giành quyền tham dự hoặc xuống hạng |
| -- | ----------------- | -- | -- | -- | - | -- | -- | --- | -- | ----------------------------------- |
| 1  | Manchester City   | 38 | 28 | 5  | 5 | 93 | 32 | +61 | 89 | Lọt vào vòng bảng Champions League  |
| 2  | Arsenal           | 38 | 26 | 6  | 6 | 88 | 43 | +45 | 84 | Lọt vào vòng bảng Champions League  |
| 3  | Manchester United | 38 | 23 | 6  | 9 | 58 | 43 | +15 | 75 | Lọt vào vòng bảng Champions League  |
| 4  | Newcastle United  | 38 | 19 | 14 | 5 | 68 | 33 | +35 | 71 | Lọt vào vòng bảng Champions League  |
| 5  | Liverpool         | 38 | 19 | 10 | 9 | 75 | 47 | +28 | 67 | Lọt vào vòng bảng Europa League     |

1. ↑  Vì đội vô địch Cúp FA 2022–23, Manchester City đủ điều kiện tham dự Champions League nhờ vị trí trong giải đấu của họ, suất dự vòng bảng Europa League thứ hai được phân bổ cho Anh đã được chuyển cho đội xếp thứ sáu.

#### Tóm tắt kết quả
| Tổng thể | Tổng thể | Tổng thể | Tổng thể | Tổng thể | Tổng thể | Tổng thể | Tổng thể | Sân nhà | Sân nhà | Sân nhà | Sân nhà | Sân nhà | Sân nhà | Sân khách | Sân khách | Sân khách | Sân khách | Sân khách | Sân khách |
| ST       | T        | H        | B        | BT       | BB       | HS       | Đ        | T       | H       | B       | BT      | BB      | HS      | T         | H         | B         | BT        | BB        | HS        |
| -------- | -------- | -------- | -------- | -------- | -------- | -------- | -------- | ------- | ------- | ------- | ------- | ------- | ------- | --------- | --------- | --------- | --------- | --------- | --------- |
| 35       | 27       | 4        | 4        | 92       | 31       | +61      | 85       | 16      | 1       | 1       | 59      | 17      | +42     | 11        | 3         | 3         | 33        | 14        | +19       |

Cập nhật lần cuối: 14 tháng 5 năm 2023.

Nguồn: Premier League

#### Kết quả theo ngày thi đấu
| Vòng    | 1 | 2 | 3 | 4  | 5  | 6  | 8  | 9  | 10 | 11 | 13 | 14 | 15 | 16 | 17 | 18 | 19 | 20 | 71 | 21 | 22 | 23 | 122 | 24 | 25 | 26 | 27 | 29 | 30 | 31 | 33 | 34 | 283 | 35 | 36 | 37 | 324 | 38 |
| ------- | - | - | - | -- | -- | -- | -- | -- | -- | -- | -- | -- | -- | -- | -- | -- | -- | -- | -- | -- | -- | -- | --- | -- | -- | -- | -- | -- | -- | -- | -- | -- | --- | -- | -- | -- | --- | -- |
| Sân     | A | H | A | H  | H  | A  | A  | H  | H  | A  | H  | A  | H  | H  | A  | H  | A  | A  | H  | H  | A  | H  | A   | A  | A  | H  | A  | H  | A  | H  | H  | A  | H   | H  | A  | H  | A   | A  |
| Kết quả | W | W | D | W  | W  | D  | W  | W  | W  | L  | W  | W  | W  | L  | W  | D  | W  | L  | W  | W  | L  | W  | W   | D  | W  | W  | W  | W  | W  | W  | W  | W  | W   | W  | W  |    |     |    |
| Vị trí  | 4 | 1 | 2 | 2  | 2  | 2  | 2  | 2  | 2  | 2  | 2  | 2  | 2  | 2  | 2  | 2  | 2  | 2  | 2  | 2  | 2  | 2  | 1   | 2  | 2  | 2  | 2  | 2  | 2  | 2  | 2  | 2  | 1   | 1  | 1  | 1  | 1   |    |
| Điểm    | 3 | 6 | 7 | 10 | 13 | 14 | 17 | 20 | 23 | 23 | 26 | 29 | 32 | 32 | 35 | 36 | 39 | 39 | 42 | 45 | 45 | 48 | 51  | 52 | 55 | 58 | 61 | 64 | 67 | 70 | 73 | 76 | 79  | 82 | 85 |    |     |    |

- Các vị trí hiển thị xếp hạng vào cuối vòng thi đấu tương ứng, không phải vị trí khi kết thúc trận đấu hoặc ngày thi đấu.
- 1 Vòng 7 (vs Tottenham Hotspur) bị hoãn, cùng với tất cả các trận đấu khác ở Premier League, do tang lễ của Nữ vương Elizabeth II.
- 2 Vòng 12 (vs Arsenal) bị hoãn để phù hợp với lịch thi đấu bù Europa League của Arsenal với PSV Eindhoven.
- 3 Vòng 28 (vs West Ham United) bị hoãn để phù hợp với trận tứ kết FA Cup của City với Burnley.
- 4 Vòng 32 (vs Brighton & Hove Albion) bị hoãn để phù hợp với trận bán kết FA Cup của City với Sheffield United.

#### Trận đấu
Lịch thi đấu của giải đấu được công bố vào ngày 16 tháng 6 năm 2022.
      Win       Draw       Loss
| 7 tháng 8 năm 2022 1 | West Ham United | 0–2      | Manchester City                            | Stratford                                                                            |  |
| 16:30 BST            |                 | Chi tiết | - Haaland 36' (ph.đ.), 65' - Cancelo 45+3' | Sân vận động: Sân vận động Luân Đôn Lượng khán giả: 62,443 Trọng tài: Michael Oliver |  |

| 13 tháng 8 năm 2022 2 | Manchester City                                               | 4–0      | Bournemouth                            | Manchester                                                                      |  |
| 15:00 BST             | - Gündogan 19' - De Bruyne 31' - Foden 37' - Lerma 79' (l.n.) | Chi tiết | - Stacey 5' - Mepham 56' - Smith 90+2' | Sân vận động: Sân vận động Etihad Lượng khán giả: 53,453 Trọng tài: David Coote |  |

| 21 tháng 8 năm 2022 3 | Newcastle United                                                                                  | 3–3      | Manchester City                                                    | Newcastle upon Tyne                                                           |  |
| 16:30 BST             | - Bruno Guimarães 8' - Almirón 28' - Schär 34' - Wilson 39' - Trippier 54', 76' - Joelinton 90+2' | Chi tiết | - Gündoğan 5' - Cancelo 18' - Stones 52' - Haaland 60' - Silva 64' | Sân vận động: St James' Park Lượng khán giả: 52,258 Trọng tài: Jarred Gillett |  |

| 27 tháng 8 năm 2022 4 | Manchester City                                 | 4–2      | Crystal Palace                                             | Manchester                                                                         |  |
| 15:00 BST             | - Silva 53' - Haaland 62', 70', 81' - Foden 86' | Chi tiết | - Stones 4' (l.n.) - Andersen 21' - Mateta 81' - Guehi 88' | Sân vận động: Sân vận động Etihad Lượng khán giả: 53,112 Trọng tài: Darren England |  |

| 31 tháng 8 năm 2022 5 | Manchester City                                          | 6–0      | Nottingham Forest | Manchester                                                                       |  |
| 19:30 BST             | - Haaland 12', 23', 38' - Cancelo 50' - Álvarez 65', 87' | Chi tiết | - Dennis 76'      | Sân vận động: Sân vận động Etihad Lượng khán giả: 53,409 Trọng tài: Paul Tierney |  |

| 3 tháng 9 năm 2022 6 | Aston Villa                         | 1–1      | Manchester City | Aston                                                                   |  |
| 17:30 BST            | - Cash 26' - Digne 71' - Bailey 74' | Chi tiết | - Haaland 50'   | Sân vận động: Villa Park Lượng khán giả: 41,830 Trọng tài: Simon Hooper |  |

| 17 tháng 9 năm 2022 8 | Wolverhampton Wanderers               | 0–3      | Manchester City                                     | Wolverhampton                                                           |  |
| 12:30 BST             | - Collins 33' - Nunes 65' - Neves 66' | Chi tiết | - Grealish 1' - Rodri 13' - Haaland 16' - Foden 69' | Sân vận động: Molineux Lượng khán giả: 31,578 Trọng tài: Anthony Taylor |  |

| 2 tháng 10 năm 2022 9 | Manchester City                              | 6–3      | Manchester United                                                                  | Manchester                                                                         |  |
| 14:00 BST             | - Foden 8', 44', 73' - Haaland 34', 37', 64' | Chi tiết | - Dalot 2' - Malacia 23' - Antony 56' - Fernandes 80' - Martial 84', 90+1' (ph.đ.) | Sân vận động: Sân vận động Etihad Lượng khán giả: 53,475 Trọng tài: Michael Oliver |  |

| 8 tháng 10 năm 2022 10 | Manchester City                                      | 4–0      | Southampton         | Manchester                                                                        |  |
| 15:00 BST              | - Cancelo 20' - Foden 32' - Mahrez 49' - Haaland 65' | Chi tiết | - Walker-Peters 20' | Sân vận động: Sân vận động Etihad Lượng khán giả: 53,365 Trọng tài: Andrew Madley |  |

| 16 tháng 10 năm 2022 11 | Liverpool                                         | 1–0      | Manchester City | Liverpool                                                              |  |
| 16:30 BST               | - Fabinho 63' - Salah 76' - Thiago 84' - Jota 90' | Chi tiết | - Akanji 78'    | Sân vận động: Anfield Lượng khán giả: 53,286 Trọng tài: Anthony Taylor |  |

| 22 tháng 10 năm 2022 13 | Manchester City                                         | 3–1      | Brighton & Hove Albion                                  | Manchester                                                                       |  |
| 15:00 BST               | - Haaland 22', 43' (ph.đ.) - Mahrez 54' - De Bruyne 75' | Chi tiết | - Caicedo 26' - Trossard 53' - Groß 61' - Estupiñán 74' | Sân vận động: Sân vận động Etihad Lượng khán giả: 53,223 Trọng tài: Craig Pawson |  |

| 29 tháng 10 năm 2022 14 | Leicester City | 0–1      | Manchester City | Leicester                                                                            |  |
| 12:30 BST               |                | Chi tiết | - De Bruyne 49' | Sân vận động: Sân vận động King Power Lượng khán giả: 32,223 Trọng tài: Robert Jones |  |

| 5 tháng 11 năm 2022 15 | Manchester City                                                          | 2–1      | Fulham                                                         | Manchester                                                                         |  |
| 15:00 GMT              | - Álvarez 17' - Cancelo 26' - Silva 45+3' - Haaland 90+5' (ph.đ.), 90+7' | Chi tiết | - Pereira 7', 28' (ph.đ.) - Reed 45' - Tete 63' - Robinson 90' | Sân vận động: Sân vận động Etihad Lượng khán giả: 52,395 Trọng tài: Darren England |  |

| 12 tháng 11 năm 2022 16 | Manchester City                           | 1–2      | Brentford                                      | Manchester                                                                       |  |
| 12:30 GMT               | - Haaland 37' - Foden 45+1' - Cancelo 84' | Chi tiết | - Toney 16', 90+8' - Mbeumo 72' - Jensen 90+2' | Sân vận động: Sân vận động Etihad Lượng khán giả: 52,786 Trọng tài: Peter Bankes |  |

| 28 tháng 12 năm 2022 17 | Leeds United                                           | 1–3      | Manchester City                                                  | Leeds                                                                      |  |
| 20:00 GMT               | - Klich 70' - Gnonto 71' - Struijk 73' - Greenwood 85' | Chi tiết | - Rodri 45+1', 81' - Haaland 51', 64' - Lewis 62' - Palmer 90+2' | Sân vận động: Elland Road Lượng khán giả: 36,889 Trọng tài: Stuart Attwell |  |

| 31 tháng 12 năm 2022 18 | Manchester City                                | 1–1      | Everton                                                | Manchester                                                                        |  |
| 15:00 GMT               | - Silva 16' - Haaland 24', 44' - De Bruyne 30' | Chi tiết | - Patterson 33' - Tarkowski 45' - Onana 63' - Gray 64' | Sân vận động: Sân vận động Etihad Lượng khán giả: 53,444 Trọng tài: Andrew Madley |  |

| 5 tháng 1 năm 2023 19 | Chelsea                         | 0–1      | Manchester City | Fulham                                                                       |  |
| 20:00 GMT             | - Kovačić 89' - Koulibaly 90+4' | Chi tiết | - Mahrez 63'    | Sân vận động: Stamford Bridge Lượng khán giả: 39,998 Trọng tài: Paul Tierney |  |

| 14 tháng 1 năm 2023 20 | Manchester United                                                      | 2–1      | Manchester City | Trafford                                                                    |  |
| 12:30 GMT              | - Eriksen 64' - Fernandes 78' - Rashford 82' - Fred 88' - Casemiro 89' | Chi tiết | - Grealish 60'  | Sân vận động: Old Trafford Lượng khán giả: 75,546 Trọng tài: Stuart Attwell |  |

| 19 tháng 1 năm 2023 7 | Manchester City                                    | 4–2      | Tottenham Hotspur                                            | Manchester                                                                       |  |
| 20:00 GMT | - Mahrez 21', 63', 90' - Álvarez 51' - Haaland 53' | Chi tiết | - Romero 23' - Højbjerg 31' - Kulusevski 44' - Emerson 45+2' | Sân vận động: Sân vận động Etihad Lượng khán giả: 53,088 Trọng tài: Simon Hooper |  |
| Ghi chú: Trận đấu ban đầu được dự kiến diễn ra vào ngày 10 tháng 9 năm 2022, nhưng đã bị hoãn lại do cái chết của Nữ vương Elizabeth II. |                                                    |          |                                                              |                                                                                  |  |

| 22 tháng 1 năm 2023 21 | Manchester City                             | 3–0      | Wolverhampton Wanderers   | Manchester                                                                      |  |
| 14:00 GMT              | - Rodri 25' - Haaland 40', 50' (ph.đ.), 54' | Chi tiết | - Kilman 10' - Lemina 13' | Sân vận động: Sân vận động Etihad Lượng khán giả: 53,282 Trọng tài: David Coote |  |

| 5 tháng 2 năm 2023 22 | Tottenham Hotspur                                         | 1–0      | Manchester City              | Tottenham                                                                                    |  |
| 16:30 GMT             | - Kane 15' - Bentancur 23' - Romero 26' 87' - Perišić 75' | Chi tiết | - Ederson 83' - Walker 90+7' | Sân vận động: Sân vận động Tottenham Hotspur Lượng khán giả: 61,747 Trọng tài: Andrew Madley |  |

| 12 tháng 2 năm 2023 23 | Manchester City                                             | 3–1      | Aston Villa                           | Manchester                                                                       |  |
| 16:30 GMT              | - Rodri 4' - Gündoğan 39' - Dias 41' - Mahrez 45+1' (ph.đ.) | Chi tiết | - Digne 37' - Watkins 61' - Konsa 63' | Sân vận động: Sân vận động Etihad Lượng khán giả: 53,392 Trọng tài: Robert Jones |  |

| 15 tháng 2 năm 2023 12 | Arsenal                                         | 1–3      | Manchester City                                                                            | Holloway                                                                             |  |
| 19:30 GMT | - Saka 42' (ph.đ.) - Tomiyasu 48' - Nketiah 64' | Chi tiết | - De Bruyne 24' - Walker 34' - Ederson 36' - Silva 45+2' - Grealish 62', 72' - Haaland 82' | Sân vận động: Sân vận động Emirates Lượng khán giả: 60,276 Trọng tài: Anthony Taylor |  |
| Ghi chú: Ban đầu diễn ra vào ngày 19 tháng 10 năm 2022, trận đấu đã bị hoãn để phù hợp với lịch thi đấu bù Europa League của Arsenal với PSV Eindhoven. Trận đấu sau đó tiếp tục hoãn lại do những hạn chế về nhân viên cảnh sát và các sự kiện diễn ra xung quanh tang lễ của Nữ vương Elizabeth II. |                                                 |          |                                                                                            |                                                                                      |  |

| 18 tháng 2 năm 2023 24 | Nottingham Forest        | 1–1      | Manchester City | West Bridgford                                                           |  |
| 15:00 GMT              | - Worrall 14' - Wood 84' | Chi tiết | - Silva 41'     | Sân vận động: City Ground Lượng khán giả: 29,365 Trọng tài: Graham Scott |  |

| 25 tháng 2 năm 2023 25 | Bournemouth                             | 1–4      | Manchester City                                                                         | Bournemouth                                                             |  |
| 17:30 GMT              | - Ouattara 48' - Mepham 58' - Lerma 83' | Chi tiết | - Álvarez 15' - Haaland 29' - Foden 45' - Mepham 51' (l.n.) - Phillips 60' - Akanji 63' | Sân vận động: Dean Court Lượng khán giả: 10,481 Trọng tài: Paul Tierney |  |

| 4 tháng 3 năm 2023 26 | Manchester City                                 | 2–0      | Newcastle United                                                   | Manchester                                                                       |  |
| 12:30 GMT             | - Foden 15' - Aké 58' - Silva 67' - Haaland 74' | Chi tiết | - Joelinton 53' - Burn 74' - Bruno Guimarães 76' - Lascelles 90+1' | Sân vận động: Sân vận động Etihad Lượng khán giả: 53,419 Trọng tài: Simon Hooper |  |

| 11 tháng 3 năm 2023 27 | Crystal Palace                     | 0–1      | Manchester City                            | Selhurst                                                                   |  |
| 17:30 GMT              | - Milivojević 30' - Andersen 90+3' | Chi tiết | - Dias 59' - Aké 65' - Haaland 78' (ph.đ.) | Sân vận động: Selhurst Park Lượng khán giả: 25,844 Trọng tài: Robert Jones |  |

| 1 tháng 4 năm 2023 29 | Manchester City                                                         | 4–1      | Liverpool        | Manchester                                                                       |  |
| 12:30 BST             | - Álvarez 27' - Rodri 33' - De Bruyne 46' - Gündoğan 53' - Grealish 74' | Chi tiết | - Salah 17', 20' | Sân vận động: Sân vận động Etihad Lượng khán giả: 52,877 Trọng tài: Simon Hooper |  |

| 8 tháng 4 năm 2023 30 | Southampton | 1–4      | Manchester City                                                           | Southampton                                                                         |  |
| 17:30 BST             | - Mara 72'  | Chi tiết | - Stones 36' - Haaland 45', 68', 56' - Grealish 58' - Álvarez 75' (ph.đ.) | Sân vận động: Sân vận động St Mary's Lượng khán giả: 30,963 Trọng tài: Robert Jones |  |

| 15 tháng 4 năm 2023 31 | Manchester City                                    | 3–1      | Leicester City                | Manchester                                                                         |  |
| 17:30 BST              | - Stones 5' - Haaland 13' (ph.đ.), 25' - Silva 45' | Chi tiết | - Iheanacho 75' - Söyüncü 89' | Sân vận động: Sân vận động Etihad Lượng khán giả: 53,329 Trọng tài: Darren England |  |

| 26 tháng 4 năm 2023 33 | Manchester City                                                                            | 4–1      | Arsenal                    | Manchester                                                                         |  |
| 20:00 BST              | - De Bruyne 7', 54' - Stones 45+1' - Dias 45+5' - Grealish 75' - Rodri 88' - Haaland 90+5' | Chi tiết | - Partey 76' - Holding 86' | Sân vận động: Sân vận động Etihad Lượng khán giả: 53,482 Trọng tài: Michael Oliver |  |

| 30 tháng 4 năm 2023 34 | Fulham                           | 1–2      | Manchester City                                                                  | Fulham                                                                      |  |
| 14:00 BST              | - Carlos Vinícius 15' - Tete 70' | Chi tiết | - Haaland 3' (ph.đ.) - Álvarez 36' - Grealish 70' - Ederson 90+6' - Walker 90+8' | Sân vận động: Craven Cottage Lượng khán giả: 24,498 Trọng tài: Simon Hooper |  |

| 3 tháng 5 năm 2023 28                                                                                  | Manchester City                     | 3–0      | West Ham United | Manchester                                                                      |  |
| 20:00 BST                                                                                              | - Aké 50' - Haaland 70' - Foden 85' | Chi tiết | - Downes 49'    | Sân vận động: Sân vận động Etihad Lượng khán giả: 53,305 Trọng tài: John Brooks |  |
| Ghi chú: Ban đầu diễn ra vào ngày 18 tháng 3, trận đấu bị hoãn lại do City thi đấu vòng tứ kết FA Cup. |                                     |          |                 |                                                                                 |  |

| 6 tháng 5 năm 2023 35 | Manchester City          | 2–1      | Leeds United                                       | Manchester                                                                        |  |
| 15:00 BST             | - Gündoğan 19', 27', 84' | Chi tiết | - Gnonto 45+2' - Rodrigo 71', 85' - McKennie 90+3' | Sân vận động: Sân vận động Etihad Lượng khán giả: 53,406 Trọng tài: Andrew Madley |  |

| 14 tháng 5 năm 2023 36 | Everton      | 0–3      | Manchester City                   | Liverpool                                                                    |  |
| 14:00 BST              | - Garner 49' | Chi tiết | - Gündoğan 37', 51' - Haaland 39' | Sân vận động: Goodison Park Lượng khán giả: 39,376 Trọng tài: Anthony Taylor |  |

| 21 tháng 5 năm 2023 37 | Manchester City | 1–0      | Chelsea                       | Manchester                                                                         |  |
| 16:00 BST              | - Álvarez 12'   | Chi tiết | - Havertz 18' - Fernández 66' | Sân vận động: Sân vận động Etihad Lượng khán giả: 53,490 Trọng tài: Michael Oliver |  |

| 24 tháng 5 năm 2023 32                                                                                            | Brighton & Hove Albion                       | 1–1      | Manchester City         | Falmer                                                                             |  |
| 20:00 BST | - Enciso 38' - Veltman 89' - Van Hecke 90+1' | Chi tiết | - Foden 25' - Silva 41' | Sân vận động: Sân vận động Falmer Lượng khán giả: 31,388 Trọng tài: Stuart Attwell |  |
| Ghi chú: Ban đầu diễn ra vào ngày 22 tháng 4, trận đấu bị hoãn lại do cả hai đội đều thi đấu vòng bán kết FA Cup. |                                              |          |                         |                                                                                    |  |

| 28 tháng 5 năm 2023 38 | Brentford                                                              | 1–0      | Manchester City | Brentford                                                                                    |  |
| 16:30 BST              | - Wissa 55' - Damsgaard 65' - Janelt 77' - Jørgensen 84' - Pinnock 85' | Chi tiết |                 | Sân vận động: Sân vận động Cộng đồng Brentford Lượng khán giả: 17,120 Trọng tài: John Brooks |  |

### FA Cup

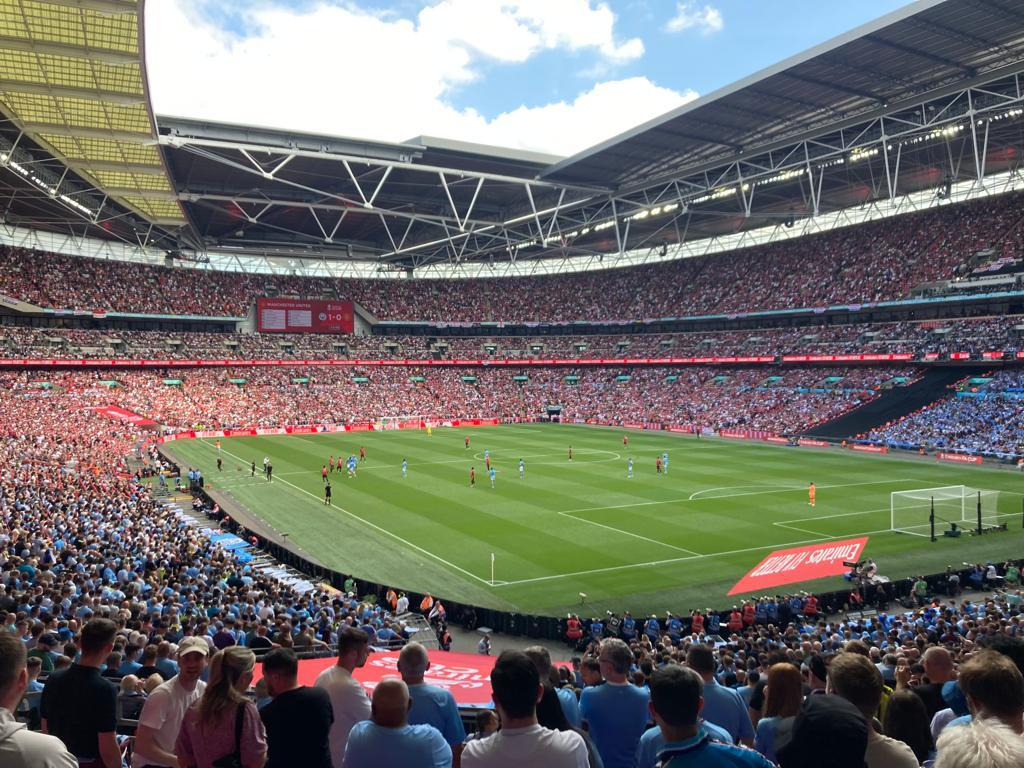
Sân vận động Wembley, nhìn từ khán đài, trong trận chung kết FA Cup 2023

City tham dự giải đấu ở vòng 3 và đấu với Chelsea trên sân nhà. Lễ bốc thăm vòng 4 được tổ chức ngay trước trận đấu ở vòng 3 của City với Chelsea, với the Blues gặp đội thắng trong trận đấu giữa Oxford United và Arsenal. Ở vòng 5, City đấu với Bristol City trên sân khách. Sau khi giành chiến thắng, the Cityzens đấu với Burnley trên sân nhà ở vòng tứ kết. Ở vòng bán kết, the Blues gặp Sheffield United. City đánh bại Sheffield 3–0, trong khi Manchester United vượt qua Brighton ở loạt sút luân lưu để lần đầu tiên có trận derby Manchester ở một trận chung kết giải đấu cúp.
| 8 tháng 1 năm 2023 Vòng 3 | Manchester City                                                                                   | 4–0      | Chelsea         | Manchester                                                                       |  |
| 16:30 GMT                 | - Mahrez 23', 85' (ph.đ.) - Álvarez 30' (ph.đ.) - Foden 38' - Rodri 54' - Silva 70' - Cancelo 87' | Chi tiết | - Gallagher 62' | Sân vận động: Sân vận động Etihad Lượng khán giả: 51,505 Trọng tài: Robert Jones |  |

| 27 tháng 1 năm 2023 Vòng 4 | Manchester City            | 1–0      | Arsenal                         | Manchester                                                                       |  |
| 20:00 GMT                  | - Aké 64' - Gündoğan 90+3' | Chi tiết | - Holding 42' - Zinchenko 90+2' | Sân vận động: Sân vận động Etihad Lượng khán giả: 51,694 Trọng tài: Paul Tierney |  |

| 28 tháng 2 năm 2023 Vòng 5 | Bristol City   | 0–3      | Manchester City                                  | Bristol                                                                                 |  |
| 20:00 GMT                  | - Williams 87' | Chi tiết | - Foden 7', 74', 66' - De Bruyne 81' - Silva 87' | Sân vận động: Sân vận động Ashton Gate Lượng khán giả: 25,713 Trọng tài: Andre Marriner |  |

| 18 tháng 3 năm 2023 Tứ kết | Manchester City                                         | 6–0      | Burnley        | Manchester                                                                      |  |
| 18:00 GMT                  | - Haaland 32', 35', 59' - Álvarez 62', 73' - Palmer 68' | Chi tiết | - Barnes 90+1' | Sân vận động: Sân vận động Etihad Lượng khán giả: 51,688 Trọng tài: John Brooks |  |

| 22 tháng 4 năm 2023 Bán kết | Manchester City                | 3–0      | Sheffield United | Luân Đôn                                                                            |  |
| 16:45 BST                   | - Mahrez 43' (ph.đ.), 61', 66' | Chi tiết | - Norwood 74'    | Sân vận động: Sân vận động Wembley Lượng khán giả: 69,603 Trọng tài: Stuart Attwell |  |

| 3 tháng 6 năm 2023 Chung kết | Manchester City                             | 2–1      | Manchester United                                      | Luân Đôn                                                                          |  |
| 15:00 BST                    | - Gündoğan 1', 51' - Ortega 81' - Rodri 90' | Chi tiết | - Fernandes 33' (ph.đ.) - Wan-Bissaka 45+4' - Fred 79' | Sân vận động: Sân vận động Wembley Lượng khán giả: 83,179 Trọng tài: Paul Tierney |  |

### EFL Cup
City tham dự giải đấu ở vòng 3. Lễ bốc thăm được tổ chức vào ngày 24 tháng 8 năm 2022 sau khi các trận đấu vòng 2 kết thúc, và câu lạc bộ đấu với đương kim á quân Chelsea trên sân nhà. Lễ bốc thăm vòng 4 được tổ chức sau trận đấu cuối cùng của vòng 3 giữa Manchester United và Aston Villa vào ngày 10 tháng 11 bởi Peter Schmeichel và Dion Dublin. City đấu với đương kim vô địch Liverpool trên sân nhà. Trận đấu sẽ diễn ra ngay sau trận chung kết World Cup. City đấu với Southampton trên sân khách ở vòng tứ kết sau khi giành chiến thắng trước Liverpool ở vòng 4.
| 9 tháng 11 năm 2022 Vòng 3 | Manchester City                           | 2–0      | Chelsea                                          | Manchester                                                                       |  |
| 20:00 GMT                  | - Mahrez 53' - Álvarez 58' - Grealish 89' | Chi tiết | - Koulibaly 18' - Chalobah 52' - Azpilicueta 89' | Sân vận động: Sân vận động Etihad Lượng khán giả: 52,148 Trọng tài: Simon Hooper |  |

| 22 tháng 12 năm 2022 Vòng 4 | Manchester City                                  | 3–2      | Liverpool                                                           | Manchester                                                                      |  |
| 20:00 GMT                   | - Haaland 10' - Mahrez 47' - Aké 58' - Rodri 79' | Chi tiết | - Carvalho 20' - Bajcetic 35' - Salah 48' - Fabinho 79' - Keïta 83' | Sân vận động: Sân vận động Etihad Lượng khán giả: 47,149 Trọng tài: David Coote |  |

| 11 tháng 1 năm 2023 Tứ kết | Southampton                                       | 2–0      | Manchester City | Southampton                                                                         |  |
| 20:00 GMT                  | - Mara 23' - Lavia 25' - Djenepo 28' - Diallo 79' | Chi tiết |                 | Sân vận động: Sân vận động St Mary's Lượng khán giả: 22,996 Trọng tài: Peter Bankes |  |

### FA Community Shield
Trận đấu mở màn mùa giải được diễn ra giữa Manchester City và Liverpool, đội vô địch Premier League và FA Cup mùa trước. Thường được tổ chức tại Sân vận động Wembley, mùa này trận đấu diễn ra tại Sân vận động King Power của Leicester City để tránh trùng với Giải vô địch bóng đá nữ châu Âu 2022.
| 30 tháng 7 năm 2022 Chung kết | Liverpool                                                       | 3–1      | Manchester City          | Leicester                                                                            |  |
| 17:00 BST                     | - Alexander-Arnold 21' - Salah 83' (ph.đ.) - Núñez 90+4', 90+5' | Chi tiết | - Álvarez 70' - Dias 83' | Sân vận động: Sân vận động King Power Lượng khán giả: 28,545 Trọng tài: Craig Pawson |  |
| Ghi chú: Trực tiếp trên ITV   |                                                                 |          |                          |                                                                                      |  |

### UEFA Champions League

#### Vòng bảng
Lễ bốc thăm vòng bảng UEFA Champions League 2022–23 diễn ra ở Istanbul, Thổ Nhĩ Kỳ, vào ngày 25 tháng 8 năm 2022. Các trận đấu vòng bảng đầu tiên diễn ra vào ngày 6 tháng 9 và kết thúc sớm hơn thường lệ vào đầu tháng 11 để chuẩn bị cho Giải vô địch bóng đá thế giới 2022 giữa mùa giải.
| VT | Đội               | ST | T | H | B | BT | BB | HS  | Đ  | Giành quyền tham dự                 |  | MCI | DOR | SEV | CPH |
| -- | ----------------- | -- | - | - | - | -- | -- | --- | -- | ----------------------------------- |  | --- | --- | --- | --- |
| 1  | Manchester City   | 6  | 4 | 2 | 0 | 14 | 2  | +12 | 14 | Đi tiếp vào vòng đấu loại trực tiếp |  | —   | 2–1 | 3–1 | 5–0 |
| 2  | Borussia Dortmund | 6  | 2 | 3 | 1 | 10 | 5  | +5  | 9  | Đi tiếp vào vòng đấu loại trực tiếp |  | 0–0 | —   | 1–1 | 3–0 |
| 3  | Sevilla           | 6  | 1 | 2 | 3 | 6  | 12 | −6  | 5  | Chuyển qua Europa League            |  | 0–4 | 1–4 | —   | 3–0 |
| 4  | Copenhagen        | 6  | 0 | 3 | 3 | 1  | 12 | −11 | 3  |                                     |  | 0–0 | 1–1 | 0–0 | —   |

| 6 tháng 9 năm 2022 1 | Sevilla   | 0–4      | Manchester City                             | Seville, Tây Ban Nha                                                                   |  |
| 21:00 CEST           | - Mir 89' | Chi tiết | - Haaland 20', 67' - Foden 58' - Dias 90+2' | Sân vận động: Ramón Sánchez Pizjuán Lượng khán giả: 38,764 Trọng tài: Davide Massa (Ý) |  |

| 14 tháng 9 năm 2022 2 | Manchester City                                      | 2–1      | Borussia Dortmund                                        | Manchester                                                                                           |  |
| 20:00 BST             | - Rodri 53' - Stones 80' - Haaland 84' - Foden 90+4' | Chi tiết | - Bellingham 56' - Malen 79' - Özcan 88' - Meunier 90+4' | Sân vận động: Sân vận động Thành phố Manchester Lượng khán giả: 50,441 Trọng tài: Daniele Orsato (Ý) |  |

| 5 tháng 10 năm 2022 3 | Manchester City                                                              | 5–0      | Copenhagen     | Manchester                                                                                               |  |
| 20:00 BST             | - Haaland 7', 32' - Khocholava 39' (l.n.) - Mahrez 55' (ph.đ.) - Álvarez 76' | Chi tiết | - Stamenic 54' | Sân vận động: Sân vận động Thành phố Manchester Lượng khán giả: 51,765 Trọng tài: Donatas Rumšas (Litva) |  |

| 11 tháng 10 năm 2022 4 | Copenhagen                | 0–0      | Manchester City                       | Copenhagen, Đan Mạch                                                                               |  |
| 18:45 CEST             | - Lund 35' - Stamenic 82' | Chi tiết | - Mahrez 25' - Gómez 30' - Dias 90+2' | Sân vận động: Sân vận động Parken Lượng khán giả: 35,447 Trọng tài: Artur Soares Dias (Bồ Đào Nha) |  |

| 25 tháng 10 năm 2022 5 | Borussia Dortmund | 0–0      | Manchester City                                                     | Dortmund, Đức                                                                     |  |
| 21:00 CET              | - Hummels 87'     | Chi tiết | - Cancelo 7' - Álvarez 31' - Mahrez 58' - Gündoğan 59' - Akanji 72' | Sân vận động: Westfalenstadion Lượng khán giả: 81,000 Trọng tài: Davide Massa (Ý) |  |

| 2 tháng 11 năm 2022 6 | Manchester City                        | 3–1      | Sevilla   | Manchester                                                                                               |  |
| 20:00 GMT             | - Lewis 52' - Álvarez 73' - Mahrez 83' | Chi tiết | - Mir 31' | Sân vận động: Sân vận động Thành phố Manchester Lượng khán giả: 51,610 Trọng tài: Orel Grinfeld (Israel) |  |

#### Vòng đấu loại trực tiếp

##### Vòng 16 đội
Lễ bốc thăm vòng 16 đội được tổ chức vào ngày 7 tháng 11 năm 2022 tại trụ sở của UEFA ở Nyon, với Manchester City đấu với RB Leipzig.
| 22 tháng 2 năm 2023 Lượt đi | RB Leipzig                    | 1–1      | Manchester City | Leipzig, Đức                                                                                   |  |
| 21:00 CET                   | - Gvardiol 70' - Henrichs 89' | Chi tiết | - Mahrez 27'    | Sân vận động: Sân vận động Leipzig Lượng khán giả: 45,228 Trọng tài: Serdar Gözübüyük (Hà Lan) |  |

| 14 tháng 3 năm 2023 Lượt về | Manchester City                                                                                | 7–0 (TTS 8–1) | RB Leipzig                  | Manchester                                                                                                 |  |
| 20:00 GMT                   | - Haaland 22' (ph.đ.), 24', 45+2', 53', 57' - Gündoğan 49' - De Bruyne 67', 90+2' - Akanji 77' | Chi tiết      | - Henrichs 21' - Werner 34' | Sân vận động: Sân vận động Thành phố Manchester Lượng khán giả: 52,038 Trọng tài: Slavko Vinčić (Slovenia) |  |

##### Tứ kết
Lễ bốc thăm vòng tứ kết và bán kết được tổ chức vào ngày 17 tháng 3 năm 2023. City đấu với Bayern Munich ở vòng tứ kết, với đội thắng của trận đấu sẽ gặp Real Madrid hoặc Chelsea ở vòng bán kết.
| 11 tháng 4 năm 2023 Lượt đi | Manchester City                            | 3–0      | Bayern Munich             | Manchester |  |
| 20:00 BST                   | - Rodri 27' - Silva 48', 70' - Haaland 76' | Chi tiết | - Davies 49' - Pavard 88' | Sân vận động: Sân vận động Thành phố Manchester Lượng khán giả: 52,257 Trọng tài: Jesús Gil Manzano (Tây Ban Nha) |  |

| 19 tháng 4 năm 2023 Lượt về | Bayern Munich                                                                          | 1–1 (TTS 1–4) | Manchester City                                                           | Munich, Đức                                                                                 |  |
| 21:00 CEST                  | - Cancelo 11' - Upamecano 35' - Kimmich 45+2', 83' (ph.đ.) - Pavard 60' - Stanišić 88' | Chi tiết      | - Haaland 38', 57' - Ederson 44' - Gündoğan 45+2' - Aké 54' - Laporte 86' | Sân vận động: Munich Football Arena Lượng khán giả: 75,000 Trọng tài: Clément Turpin (Pháp) |  |

##### Bán kết
| 9 tháng 5 năm 2023 Lượt đi | Real Madrid                                  | 1–1      | Manchester City                            | Madrid, Tây Ban Nha                                                                              |  |
| 21:00 CEST                 | - Vinícius 36' - Kroos 45+3' - Camavinga 79' | Chi tiết | - De Bruyne 67' - Gündoğan 71' - Silva 86' | Sân vận động: Santiago Bernabéu Lượng khán giả: 63,485 Trọng tài: Artur Soares Dias (Bồ Đào Nha) |  |

| 17 tháng 5 năm 2023 Lượt về | Manchester City                                                                          | 4–0 (TTS 5–1) | Real Madrid                    | Manchester                                                                                                  |  |
| 20:00 BST                   | - Silva 23', 37' - Dias 50' - Gündoğan 62' - Akanji 76' - Grealish 90+1' - Álvarez 90+1' | Chi tiết      | - Carvajal 55' - Camavinga 75' | Sân vận động: Sân vận động Thành phố Manchester Lượng khán giả: 52,313 Trọng tài: Szymon Marciniak (Ba Lan) |  |

##### Chung kết

Pep Guardiola cầm European Cup trong lễ ăn mừng tại Sân vận động Olympic Atatürk

| 10 tháng 6 năm 2023 Chung kết | Manchester City                             | 1–0      | Inter Milan                              | Istanbul, Thổ Nhĩ Kỳ                                                                                   |  |
| 22:00 TRT (UTC+3)             | - Rodri 68' - Haaland 90+2' - Ederson 90+4' | Chi tiết | - Barella 59' - Lukaku 83' - Onana 90+2' | Sân vận động: Sân vận động Olympic Atatürk Lượng khán giả: 71,412 Trọng tài: Szymon Marciniak (Ba Lan) |  |

## Thống kê
Tính đến 10 tháng 6 năm 2023

### Tổng thể
Số trận () chỉ được tính trong trong các trận đấu chính thức, bao gồm cả thay người.

Số thẻ đỏ: số trong ngoặc đơn thể hiện thẻ đỏ được xóa do bắt lỗi sai.
Nguồn cho tất cả số liệu thống kê:
| Số            | Cầu thủ             | Vị trí        | Premier League | Premier League | Premier League | Premier League | FA Cup | FA Cup | FA Cup   | FA Cup | EFL Cup | EFL Cup | EFL Cup  | EFL Cup | Community Shield | Community Shield | Community Shield | Community Shield | Champions League | Champions League | Champions League | Champions League | Tổng số | Tổng số | Tổng số  | Tổng số |
| Số            | Cầu thủ             | Vị trí        | 👕             |                | Thẻ vàng       | Thẻ đỏ         | 👕     |        | Thẻ vàng | Thẻ đỏ | 👕      |         | Thẻ vàng | Thẻ đỏ  | 👕               |                  | Thẻ vàng         | Thẻ đỏ           | 👕               |                  | Thẻ vàng         | Thẻ đỏ           | 👕      |         | Thẻ vàng | Thẻ đỏ  |
| ------------- | ------------------- | ------------- | -------------- | -------------- | -------------- | -------------- | ------ | ------ | -------- | ------ | ------- | ------- | -------- | ------- | ---------------- | ---------------- | ---------------- | ---------------- | ---------------- | ---------------- | ---------------- | ---------------- | ------- | ------- | -------- | ------- |
| 2             | Kyle Walker         | HV            | 27             |                | 3              |                | 5      |        |          |        | 1       |         |          |         | 1                |                  |                  |                  | 5                |                  |                  |                  | 39      |         | 3        |         |
| 3             | Rúben Dias          | HV            | 26             |                | 3              |                | 3      |        |          |        | 1       |         |          |         | 1                |                  | 1                |                  | 12               | 1                | 2                |                  | 43      | 1       | 6        |         |
| 4             | Kalvin Phillips     | TV            | 12             |                | 1              |                | 4      |        |          |        | 2       |         |          |         |                  |                  |                  |                  | 3                |                  |                  |                  | 21      |         | 1        |         |
| 5             | John Stones         | HV            | 23             | 2              | 2              |                | 2      |        |          |        | 1       |         |          |         |                  |                  |                  |                  | 8                | 1                |                  |                  | 34      | 3       | 2        |         |
| 6             | Nathan Aké          | HV            | 27             | 1              | 3              |                | 3      | 1      |          |        | 3       | 1       |          |         | 1                |                  |                  |                  | 8                |                  | 1                |                  | 42      | 3       | 4        |         |
| 7             | João Cancelo        | HV            | 17             | 2              | 3              | 1              | 1      |        | 1        |        | 1       |         |          |         | 1                |                  |                  |                  | 6                |                  | 1                |                  | 26      | 2       | 5        | 1       |
| 8             | İlkay Gündoğan      | TV            | 31             | 8              |                |                | 3      | 2      | 1        |        | 3       |         |          |         | 1                |                  |                  |                  | 13               | 1                | 4                |                  | 51      | 11      | 5        |         |
| 9             | Erling Haaland      | TĐ            | 35             | 36             | 5              |                | 4      | 3      |          |        | 2       | 1       |          |         | 1                |                  |                  |                  | 11               | 12               | 1                |                  | 53      | 52      | 6        |         |
| 10            | Jack Grealish       | TV            | 28             | 5              | 4              |                | 5      |        |          |        | 3       |         | 1        |         | 1                |                  |                  |                  | 13               |                  | 1                |                  | 50      | 5       | 6        |         |
| 14            | Aymeric Laporte     | HV            | 12             |                |                |                | 5      |        |          |        | 3       |         |          |         |                  |                  |                  |                  | 4                |                  | 1                |                  | 24      |         | 1        |         |
| 16            | Rodri               | TV            | 36             | 2              | 5              |                | 4      |        | 2        |        | 3       |         | 1        |         | 1                |                  |                  |                  | 12               | 2                | 1                |                  | 56      | 4       | 9        |         |
| 17            | Kevin De Bruyne     | TV            | 32             | 7              | 1              |                | 4      | 1      |          |        | 2       |         |          |         | 1                |                  |                  |                  | 10               | 2                | 1                |                  | 49      | 10      | 2        |         |
| 18            | Stefan Ortega       | TM            | 3              |                |                |                | 6      |        | 1        |        | 3       |         |          |         |                  |                  |                  |                  | 2                |                  |                  |                  | 14      |         | 1        |         |
| 19            | Julián Álvarez      | TĐ            | 30             | 9              |                |                | 5      | 3      |          |        | 2       | 1       |          |         | 1                | 1                |                  |                  | 10               | 3                | 1                |                  | 48      | 17      | 1        |         |
| 20            | Bernardo Silva      | TV            | 34             | 4              | 5              |                | 5      |        | 2        |        | 2       |         |          |         | 1                |                  |                  |                  | 12               | 4                | 2                |                  | 55      | 7       | 9        |         |
| 21            | Sergio Gómez        | HV            | 12             |                |                |                | 4      |        |          |        | 2       |         |          |         |                  |                  |                  |                  | 5                |                  |                  | 1                | 23      |         |          | 1       |
| 25            | Manuel Akanji       | HV            | 29             |                | 2              |                | 6      |        |          |        | 2       |         |          |         |                  |                  |                  |                  | 11               | 1                | 2                |                  | 48      | 1       | 4        |         |
| 26            | Riyad Mahrez        | TĐ            | 30             | 5              | 2              |                | 5      | 5      |          |        | 2       | 2       |          |         | 1                |                  |                  |                  | 9                | 3                |                  |                  | 47      | 15      | 2        |         |
| 31            | Ederson             | TM            | 35             |                | 3              |                | 1      |        |          |        |         |         |          |         | 1                |                  |                  |                  | 11               |                  | 2                |                  | 48      |         | 5        |         |
| 32            | Máximo Perrone      | TV            | 1              |                |                |                | 1      |        |          |        |         |         |          |         |                  |                  |                  |                  |                  |                  |                  |                  | 2       |         |          |         |
| 33            | Scott Carson        | TM            |                |                |                |                |        |        |          |        |         |         |          |         |                  |                  |                  |                  |                  |                  |                  |                  |         |         |          |         |
| 47            | Phil Foden          | TV            | 32             | 11             | 1              |                | 5      | 3      |          |        | 2       |         |          |         | 1                |                  |                  |                  | 8                | 1                | 1                |                  | 48      | 15      | 2        |         |
| 62            | Shea Charles        | HV            | 1              |                |                |                |        |        |          |        |         |         |          |         |                  |                  |                  |                  |                  |                  |                  |                  | 1       |         |          |         |
| 80            | Cole Palmer         | TV            | 14             |                | 1              |                | 4      | 1      |          |        | 3       |         |          |         |                  |                  |                  |                  | 4                |                  |                  |                  | 25      | 1       | 1        |         |
| 82            | Rico Lewis          | HV            | 14             |                | 1              |                | 5      |        |          |        | 2       |         |          |         |                  |                  |                  |                  | 2                | 1                |                  |                  | 23      | 1       | 1        |         |
| 97            | Josh Wilson-Esbrand | HV            |                |                |                |                |        |        |          |        |         |         |          |         |                  |                  |                  |                  | 2                |                  |                  |                  | 2       |         |          |         |
| Phản lưới nhà | Phản lưới nhà       | Phản lưới nhà | Phản lưới nhà  | 2              |                |                |        |        |          |        |         |         |          |         |                  |                  |                  |                  |                  | 1                |                  |                  |         | 3       |          |         |
| Tổng số       | Tổng số             | Tổng số       | Tổng số        | 94             | 44             | 1              |        | 19     | 8        | 0      |         | 5       | 2        | 0       |                  | 1                | 1                | 0                |                  | 32               | 21               | 1                |         | 151     | 76       | 2       |

### Ghi bàn
Bao gồm tất cả các trận đấu chính thức. Danh sách được sắp xếp theo thứ tự bảng chữ cái theo họ khi tổng số bàn thắng bằng nhau.
| Xếp hạng      | Số            | Vị trí        | Cầu thủ         | Premier League | FA Cup | EFL Cup | Community Shield | Champions League | Tổng số |
| ------------- | ------------- | ------------- | --------------- | -------------- | ------ | ------- | ---------------- | ---------------- | ------- |
| 1             | 9             | TĐ            | Erling Haaland  | 36             | 3      | 1       | 0                | 12               | 52      |
| 2             | 19            | TĐ            | Julián Álvarez  | 9              | 3      | 1       | 1                | 3                | 17      |
| 3             | 47            | TV            | Phil Foden      | 11             | 3      | 0       | 0                | 1                | 15      |
| 3             | 26            | TĐ            | Riyad Mahrez    | 5              | 5      | 2       | 0                | 3                | 15      |
| 5             | 8             | TV            | İlkay Gündoğan  | 8              | 2      | 0       | 0                | 1                | 11      |
| 6             | 17            | TV            | Kevin De Bruyne | 7              | 1      | 0       | 0                | 2                | 10      |
| 7             | 20            | TV            | Bernardo Silva  | 4              | 0      | 0       | 0                | 3                | 7       |
| 8             | 10            | TV            | Jack Grealish   | 5              | 0      | 0       | 0                | 0                | 5       |
| 9             | 16            | TV            | Rodri           | 2              | 0      | 0       | 0                | 2                | 4       |
| 10            | 6             | HV            | Nathan Ake      | 1              | 1      | 1       | 0                | 0                | 3       |
| 10            | 5             | HV            | John Stones     | 2              | 0      | 0       | 0                | 1                | 3       |
| 12            | 7             | HV            | João Cancelo    | 2              | 0      | 0       | 0                | 0                | 2       |
| 13            | 25            | HV            | Manuel Akanji   | 0              | 0      | 0       | 0                | 1                | 1       |
| 13            | 3             | HV            | Rúben Dias      | 0              | 0      | 0       | 0                | 1                | 1       |
| 13            | 82            | HV            | Rico Lewis      | 0              | 0      | 0       | 0                | 1                | 1       |
| 13            | 80            | TV            | Cole Palmer     | 0              | 1      | 0       | 0                | 0                | 1       |
| Phản lưới nhà | Phản lưới nhà | Phản lưới nhà | Phản lưới nhà   | 2              | 0      | 0       | 0                | 1                | 3       |
| Tổng số       | Tổng số       | Tổng số       | Tổng số         | 94             | 19     | 5       | 1                | 32               | 151     |

### Kiến tạo
Bao gồm tất cả các trận đấu chính thức. Danh sách được sắp xếp theo thứ tự bảng chữ cái theo họ khi tổng số bàn thắng bằng nhau.
| Xếp hạng | Số      | Vị trí  | Cầu thủ         | Premier League | FA Cup | EFL Cup | Community Shield | Champions League | Tổng số |
| -------- | ------- | ------- | --------------- | -------------- | ------ | ------- | ---------------- | ---------------- | ------- |
| 1        | 17      | TV      | Kevin De Bruyne | 16             | 4      | 2       | 0                | 7                | 29      |
| 2        | 26      | TĐ      | Riyad Mahrez    | 10             | 1      | 0       | 0                | 2                | 13      |
| 3        | 10      | TV      | Jack Grealish   | 7              | 3      | 0       | 0                | 1                | 11      |
| 4        | 47      | TV      | Phil Foden      | 6              | 1      | 0       | 0                | 2                | 9       |
| 4        | 9       | TĐ      | Erling Haaland  | 8              | 0      | 0       | 0                | 1                | 9       |
| 6        | 16      | TV      | Rodri           | 6              | 0      | 1       | 0                | 0                | 7       |
| 7        | 20      | TV      | Bernardo Silva  | 5              | 0      | 0       | 0                | 1                | 6       |
| 7        | 8       | TV      | İlkay Gündoğan  | 4              | 0      | 0       | 0                | 2                | 6       |
| 9        | 7       | HV      | João Cancelo    | 1              | 0      | 0       | 0                | 4                | 5       |
| 10       | 19      | TĐ      | Julián Álvarez  | 0              | 2      | 0       | 0                | 2                | 4       |
| 11       | 5       | HV      | John Stones     | 2              | 0      | 0       | 0                | 1                | 3       |
| 12       | 21      | HV      | Sergio Gómez    | 1              | 0      | 0       | 0                | 1                | 2       |
| 13       | 25      | HV      | Manuel Akanji   | 1              | 0      | 0       | 0                | 0                | 1       |
| 13       | 31      | TM      | Ederson         | 1              | 0      | 0       | 0                | 0                | 1       |
| 13       | 80      | TV      | Cole Palmer     | 1              | 0      | 0       | 0                | 0                | 1       |
| 13       | 2       | HV      | Kyle Walker     | 0              | 1      | 0       | 0                | 0                | 1       |
| Tổng số  | Tổng số | Tổng số |                 | 69             | 12     | 3       | 0                | 24               | 108     |

### Kỷ luật
Bao gồm tất cả các trận đấu chính thức. Danh sách được sắp xếp theo thứ tự bảng chữ cái theo họ khi tổng số bàn thắng bằng nhau.
| Xếp hạng | Số      | Vị trí  | Cầu thủ         | Premier League | Premier League                            | Premier League | FA Cup   | FA Cup                                    | FA Cup | EFL Cup  | EFL Cup                                   | EFL Cup | Community Shield | Community Shield                          | Community Shield | Champions League | Champions League                          | Champions League | Tổng số  | Tổng số                                   | Tổng số |
| Xếp hạng | Số      | Vị trí  | Cầu thủ         | Thẻ vàng       | Thẻ vàng · Thẻ vàng-đỏ (thẻ đỏ gián tiếp) | Thẻ đỏ         | Thẻ vàng | Thẻ vàng · Thẻ vàng-đỏ (thẻ đỏ gián tiếp) | Thẻ đỏ | Thẻ vàng | Thẻ vàng · Thẻ vàng-đỏ (thẻ đỏ gián tiếp) | Thẻ đỏ  | Thẻ vàng         | Thẻ vàng · Thẻ vàng-đỏ (thẻ đỏ gián tiếp) | Thẻ đỏ           | Thẻ vàng         | Thẻ vàng · Thẻ vàng-đỏ (thẻ đỏ gián tiếp) | Thẻ đỏ           | Thẻ vàng | Thẻ vàng · Thẻ vàng-đỏ (thẻ đỏ gián tiếp) | Thẻ đỏ  |
| -------- | ------- | ------- | --------------- | -------------- | ----------------------------------------- | -------------- | -------- | ----------------------------------------- | ------ | -------- | ----------------------------------------- | ------- | ---------------- | ----------------------------------------- | ---------------- | ---------------- | ----------------------------------------- | ---------------- | -------- | ----------------------------------------- | ------- |
| 1        | 16      | TV      | Rodri           | 5              | 0                                         | 0              | 2        | 0                                         | 0      | 1        | 0                                         | 0       | 0                | 0                                         | 0                | 1                | 0                                         | 0                | 9        | 0                                         | 0       |
| 1        | 20      | TV      | Bernardo Silva  | 5              | 0                                         | 0              | 2        | 0                                         | 0      | 0        | 0                                         | 0       | 0                | 0                                         | 0                | 2                | 0                                         | 0                | 9        | 0                                         | 0       |
| 3        | 3       | HV      | Rúben Dias      | 3              | 0                                         | 0              | 0        | 0                                         | 0      | 0        | 0                                         | 0       | 1                | 0                                         | 0                | 2                | 0                                         | 0                | 6        | 0                                         | 0       |
| 3        | 10      | TV      | Jack Grealish   | 4              | 0                                         | 0              | 0        | 0                                         | 0      | 1        | 0                                         | 0       | 0                | 0                                         | 0                | 1                | 0                                         | 0                | 6        | 0                                         | 0       |
| 3        | 9       | TĐ      | Erling Haaland  | 5              | 0                                         | 0              | 0        | 0                                         | 0      | 0        | 0                                         | 0       | 0                | 0                                         | 0                | 1                | 0                                         | 0                | 6        | 0                                         | 0       |
| 6        | 7       | HV      | João Cancelo    | 3              | 0                                         | 1              | 1        | 0                                         | 0      | 0        | 0                                         | 0       | 0                | 0                                         | 0                | 1                | 0                                         | 0                | 5        | 0                                         | 1       |
| 7        | 31      | TM      | Ederson         | 3              | 0                                         | 0              | 0        | 0                                         | 0      | 0        | 0                                         | 0       | 0                | 0                                         | 0                | 2                | 0                                         | 0                | 5        | 0                                         | 0       |
| 7        | 8       | TV      | İlkay Gündoğan  | 0              | 0                                         | 0              | 1        | 0                                         | 0      | 0        | 0                                         | 0       | 0                | 0                                         | 0                | 4                | 0                                         | 0                | 5        | 0                                         | 0       |
| 9        | 25      | HV      | Manuel Akanji   | 2              | 0                                         | 0              | 0        | 0                                         | 0      | 0        | 0                                         | 0       | 0                | 0                                         | 0                | 2                | 0                                         | 0                | 4        | 0                                         | 0       |
| 10       | 3       | HV      | Nathan Ake      | 2              | 0                                         | 0              | 0        | 0                                         | 0      | 0        | 0                                         | 0       | 0                | 0                                         | 0                | 1                | 0                                         | 0                | 3        | 0                                         | 0       |
| 10       | 47      | TV      | Phil Foden      | 1              | 0                                         | 0              | 1        | 0                                         | 0      | 0        | 0                                         | 0       | 0                | 0                                         | 0                | 1                | 0                                         | 0                | 3        | 0                                         | 0       |
| 10       | 2       | HV      | Kyle Walker     | 3              | 0                                         | 0              | 0        | 0                                         | 0      | 0        | 0                                         | 0       | 0                | 0                                         | 0                | 0                | 0                                         | 0                | 3        | 0                                         | 0       |
| 13       | 17      | TV      | Kevin De Bruyne | 1              | 0                                         | 0              | 0        | 0                                         | 0      | 0        | 0                                         | 0       | 0                | 0                                         | 0                | 1                | 0                                         | 0                | 2        | 0                                         | 0       |
| 13       | 26      | TĐ      | Riyad Mahrez    | 2              | 0                                         | 0              | 0        | 0                                         | 0      | 0        | 0                                         | 0       | 0                | 0                                         | 0                | 0                | 0                                         | 0                | 2        | 0                                         | 0       |
| 13       | 5       | HV      | John Stones     | 2              | 0                                         | 0              | 0        | 0                                         | 0      | 0        | 0                                         | 0       | 0                | 0                                         | 0                | 0                | 0                                         | 0                | 2        | 0                                         | 0       |
| 16       | 21      | HV      | Sergio Gómez    | 0              | 0                                         | 0              | 0        | 0                                         | 0      | 0        | 0                                         | 0       | 0                | 0                                         | 0                | 0                | 0                                         | 1                | 0        | 0                                         | 1       |
| 17       | 19      | TĐ      | Julián Álvarez  | 0              | 0                                         | 0              | 0        | 0                                         | 0      | 0        | 0                                         | 0       | 0                | 0                                         | 0                | 1                | 0                                         | 0                | 1        | 0                                         | 0       |
| 17       | 14      | HV      | Aymeric Laporte | 0              | 0                                         | 0              | 0        | 0                                         | 0      | 0        | 0                                         | 0       | 0                | 0                                         | 0                | 1                | 0                                         | 0                | 1        | 0                                         | 0       |
| 17       | 82      | HV      | Rico Lewis      | 1              | 0                                         | 0              | 0        | 0                                         | 0      | 0        | 0                                         | 0       | 0                | 0                                         | 0                | 0                | 0                                         | 0                | 1        | 0                                         | 0       |
| 17       | 18      | TM      | Stefan Ortega   | 0              | 0                                         | 0              | 1        | 0                                         | 0      | 0        | 0                                         | 0       | 0                | 0                                         | 0                | 0                | 0                                         | 0                | 1        | 0                                         | 0       |
| 17       | 80      | TV      | Kalvin Phillips | 1              | 0                                         | 0              | 0        | 0                                         | 0      | 0        | 0                                         | 0       | 0                | 0                                         | 0                | 0                | 0                                         | 0                | 1        | 0                                         | 0       |
| 17       | 4       | TV      | Cole Palmer     | 1              | 0                                         | 0              | 0        | 0                                         | 0      | 0        | 0                                         | 0       | 0                | 0                                         | 0                | 0                | 0                                         | 0                | 1        | 0                                         | 0       |
| Tổng số  | Tổng số | Tổng số | Tổng số         | 44             | 0                                         | 1              | 8        | 0                                         | 0      | 2        | 0                                         | 0       | 1                | 0                                         | 0                | 21               | 0                                         | 1                | 76       | 0                                         | 2       |

### Hat-trick
| Cầu thủ        | Đối đầu với                 | Kết quả | Ngày                | Giải đấu         | Ref     |
| -------------- | --------------------------- | ------- | ------------------- | ---------------- | ------- |
| Erling Haaland | Crystal Palace (H)          | 4–2     | 27 tháng 8 năm 2022 | Premier League   | [ 121 ] |
| Erling Haaland | Nottingham Forest (H)       | 6–0     | 31 tháng 8 năm 2022 | Premier League   | [ 122 ] |
| Erling Haaland | Manchester United (H)       | 6–3     | 2 tháng 10 năm 2022 | Premier League   | [ 123 ] |
| Phil Foden     | Manchester United (H)       | 6–3     | 2 tháng 10 năm 2022 | Premier League   | [ 123 ] |
| Erling Haaland | Wolverhampton Wanderers (H) | 3–0     | 22 tháng 1 năm 2023 | Premier League   | [ 124 ] |
| Erling Haaland | RB Leipzig (H)5             | 7–0     | 14 tháng 3 năm 2023 | Champions League | [ 125 ] |
| Erling Haaland | Burnley (H)                 | 6–0     | 18 tháng 3 năm 2023 | FA Cup           | [ 126 ] |
| Riyad Mahrez   | Sheffield United (N)        | 3–0     | 22 tháng 4 năm 2023 | FA Cup           | [ 127 ] |

4 – Cầu thủ ghi 4 bàn
5 – Cầu thủ ghi 5 bàn

### Giữ sạch lưới
Danh sách được sắp xếp theo số áo khi tổng số trận giữ sạch lưới bằng nhau. Các số trong ngoặc đại diện cho các trận đấu mà cả hai thủ môn đều thi đấu và cả hai đều giữ sạch lưới; số trong ngoặc đơn thể hiện thủ môn được thay vào, trong khi giữ sạch lưới hoàn toàn được trao cho thủ môn có mặt trên sân khi trận đấu bắt đầu.
|         |               |         |                   | Số trận giữ sạch lưới | Số trận giữ sạch lưới | Số trận giữ sạch lưới | Số trận giữ sạch lưới | Số trận giữ sạch lưới | Số trận giữ sạch lưới |
| Số      | Cầu thủ       | Số trận | Số bàn thủng lưới | Premier League        | FA Cup                | EFL Cup               | Community Shield      | Champions League      | Tổng số               |
| ------- | ------------- | ------- | ----------------- | --------------------- | --------------------- | --------------------- | --------------------- | --------------------- | --------------------- |
| 31      | Ederson       | 47 (1)  | 39                | 11                    | 0                     | 0                     | 0                     | 7                     | 18                    |
| 18      | Stefan Ortega | 14      | 7                 | 2                     | 5                     | 1                     | 0                     | 1                     | 9                     |
| 33      | Scott Carson  |         |                   |                       |                       |                       |                       |                       | 0                     |
| Tổng số | Tổng số       | Tổng số | 46                | 13                    | 5                     | 1                     | 0                     | 8                     | 27                    |

## Giải thưởng
| Mùa giải | Cầu thủ        | Ref.    |
| -------- | -------------- | ------- |
| 2022–23  | Erling Haaland | [ 128 ] |

| Mùa giải | Cầu thủ        | Ref.    |
| -------- | -------------- | ------- |
| 2022–23  | Erling Haaland | [ 129 ] |

| Mùa giải | Cầu thủ        | Ref.    |
| -------- | -------------- | ------- |
| 2022–23  | Erling Haaland | [ 130 ] |

| Mùa giải | Cầu thủ        | Ref.    |
| -------- | -------------- | ------- |
| 2022–23  | Erling Haaland | [ 131 ] |

| Mùa giải | Cầu thủ | Ref.    |
| -------- | ------- | ------- |
| 2022–23  | Rodri   | [ 132 ] |

| Mùa giải | Cầu thủ        | Bàn thắng    | Ref.    |
| -------- | -------------- | ------------ | ------- |
| 2022–23  | Erling Haaland | 36 (72 điểm) | [ 133 ] |

| Mùa giải | Cầu thủ        | Bàn thắng | Ref.    |
| -------- | -------------- | --------- | ------- |
| 2022–23  | Erling Haaland | 36        | [ 134 ] |

| Mùa giải | Cầu thủ         | Kiến tạo | Ref.    |
| -------- | --------------- | -------- | ------- |
| 2022–23  | Kevin De Bruyne | 16       | [ 135 ] |

| Mùa giải | Huấn luyện viên | Ref.    |
| -------- | --------------- | ------- |
| 2022–23  | Pep Guardiola   | [ 136 ] |

| Mùa giải | Huấn luyện viên | Ref.    |
| -------- | --------------- | ------- |
| 2022–23  | Pep Guardiola   | [ 137 ] |

| Vị trí | Cầu thủ         |
| ------ | --------------- |
| HV     | Kyle Walker     |
| HV     | Rúben Dias      |
| TV     | John Stones     |
| TV     | Kevin De Bruyne |
| TV     | Rodri           |
| TĐ     | Bernardo Silva  |
| TĐ     | Erling Haaland  |

| Tháng   | Cầu thủ        | Ref.    |
| ------- | -------------- | ------- |
| Tháng 8 | Erling Haaland | [ 139 ] |
| Tháng 4 | Erling Haaland | [ 140 ] |

| Tháng    | Cầu thủ        | Ref.    |
| -------- | -------------- | ------- |
| Tháng 8  | Erling Haaland | [ 141 ] |
| Tháng 9  | Erling Haaland | [ 142 ] |
| Tháng 10 | Manuel Akanji  | [ 143 ] |
| Tháng 11 | Julián Álvarez | [ 144 ] |
| Tháng 12 | Riyad Mahrez   | [ 145 ] |
| Tháng 1  | Riyad Mahrez   | [ 146 ] |
| Tháng 2  | Jack Grealish  | [ 147 ] |
| Tháng 3  | Erling Haaland | [ 148 ] |
| Tháng 4  | John Stones    | [ 149 ] |